# Bailly (Yvelines)
Bailly település Franciaországban, Yvelines megyében. Lakosainak száma 3690 fő (2022. január 1.). Bailly Marly-le-Roi, L’Étang-la-Ville, Fontenay-le-Fleury, Louveciennes, Noisy-le-Roi, Saint-Cyr-l’École, Versailles és Le Chesnay-Rocquencourt községekkel határos.

## Népesség
A település népességének változása:
| Lakosok száma | 3886 | 3932 | 3975 | 3721 | 3615 | 3733 | 3692 | 3650 | 3690 |
|               | 2013 | 2015 | 2016 | 2017 | 2018 | 2019 | 2020 | 2021 | 2022 |